# National Women's Basketball League 2005
La stagione NWBL 2005 fu la quinta della National Women's Basketball League. Parteciparono 6 squadre in un unico girone.
Rispetto alla stagione precedente, la lega perse le Houston Comets e le Springfield Spirit, che fallirono. Si aggiunsero due nuove franchigie: le Lubbock Hawks e le San Jose Spiders.

## Squadre partecipanti
- Birmingham Power
- Chicago Blaze
- Colorado Chill
- Dallas Fury
- Lubbock Hawks
- San Jose Spiders

## Classifica finale
| Squadra          | V  | P  | %    | GB |
| ---------------- | -- | -- | ---- | -- |
| Colorado Chill C | 16 | 8  | 66,7 | -  |
| Dallas Fury      | 16 | 8  | 66,7 | -  |
| Lubbock Hawks    | 14 | 10 | 66,7 | 2  |
| Chicago Blaze    | 13 | 11 | 54,2 | 3  |
| Birmingham Power | 8  | 16 | 33,3 | 8  |
| San Jose Spiders | 5  | 19 | 20,8 | 11 |

## Play-off

### Semifinali
| 30 marzo 2005 | Colorado Chill | 83 – 66 | Chicago Blaze |  |

| 30 marzo 2005 | Dallas Fury | 72 – 68 | Lubbock Hawks |  |

### Finale
| Arbitri: | Howard Hall Drake Marques Debbie Adams |

|           |       |            |
| Hammon 31 | Punti | 19 DeForge |

### Tabellone
|  | Semifinali | Semifinali | Semifinali |        |          | Finale   | Finale | Finale |  |
|  |            |            |            |        |          |          |        |        |  |
|  | 1          | Colorado   | 1          |        |          |          |        |        |  |
|  | 1          | Colorado   | 1          |        |          |          |        |        |  |
|  | 4          | Chicago    | 0          |        |          |          |        |        |  |
|  | 4          | Chicago    | 0          |        | Colorado | Colorado | 1      |        |  |
|  |            |            |            |        | Colorado | Colorado | 1      |        |  |
|  |            |            | Dallas     | Dallas | 0        |          |        |        |  |
|  | 3          | Lubbock    | Dallas     | Dallas | 0        | 0        |        |        |  |
|  | 3          | Lubbock    |            |        |          |          |        |        |  |
|  | 2          | Dallas     | 1          |        |          |          |        |        |  |

## Vincitore
| Campione NWBL 2005         |
| -------------------------- |
| Colorado Chill (1º titolo) |

## Statistiche
| Categoria             | Giocatore    | Squadra        | Stat |
| --------------------- | ------------ | -------------- | ---- |
| Punti per gara        | Becky Hammon | Colorado Chill | 23,2 |
| Rimbalzi per gara     | Ruth Riley   | Colorado Chill | 9,3  |
| Assist per gara       | Becky Hammon | Colorado Chill | 6,2  |
| Palle rubate per gara | Jocelyn Penn | Lubbock Hawks  | 2,9  |
| FG%                   | Ruth Riley   | Colorado Chill | 56,3 |
| FT%                   | Ruth Riley   | Colorado Chill | 91,5 |

## Premi NWBL
- NWBL Pro Cup Tournament MVP: Becky Hammon, Colorado Chill